# トビアス・シュティーラー
トビアス・シュティーラー（ドイツ語: Tobias Stieler、1981年7月2日 - )は、ドイツ・ オーベルツハウゼン出身のサッカー審判員。

## 来歴
シュティーラーのホームクラブはヘッセン州サッカー協会所属のSGローゼンヘーエ・オッフェンバッハ。 1995年に地元の審判協会の初心者講習を修了。
2009/10シーズンのSCパーダーボルン07対1.FCカイザースラウテルン戦で2部デビュー。2012年2月17日には、TSG1899ホッフェンハイム対1.FSVマインツ05戦でブンデスリーガ（1部）デビューを果たす。この試合は、2011年11月19日の同カードに主審として指名されていながら試合直前に自殺未遂を図りそのまま引退したババク・ラファティの代理として指名されたものだった。
2017/18シーズンは、開幕戦のFCバイエルン・ミュンヘン対バイエル・レバークーゼンの試合を担当した。この試合は、ブンデスリーガ史上初となるビデオ・アシスタント・レフェリー (VAR) が導入された試合であった。試合は53分、レバークーゼンのチャルレス・アランギスがペナルティエリア内でバイエルンのロベルト・レヴァンドフスキにファウルを犯したが、シュティーラーは当初、このシーンはPKとならないと判断したが、VARのヨッヘン・ドリースのアドバイスによりビデオチェックを行った結果、バイエルンのPKに判定を変え、レヴァンドフスキがこれを決めて3-0とした。
2014年からは国際サッカー連盟 (FIFA) に国際審判員として登録されている。国際審判員としてのデビューは2014年5月26日に行われたUEFA U-19欧州選手権2014の予選、イタリア対スウェーデン戦。2016年9月29日には、UEFAヨーロッパリーグ 2016-17 (UEL) グループステージ・FCシャフタール・ドネツク対SCブラガの試合でUELを初担当した。UEFAチャンピオンズリーグでは、2017年9月27日にトリノで行われたグループステージのユヴェントスFC対オリンピアコスFC戦で初担当した。
2017年にはポーランドで開催されたUEFA U-21欧州選手権2017の審判団として招聘され、開幕戦のスウェーデン対イングランド、及びポルトガル対スペインの主審を務めた。
2019年5月14日、シュティーラーはドイツサッカー連盟 (DFB) から5月25日にベルリン・オリンピアシュタディオンで行われるDFBポカール2018/19決勝・RBライプツィヒ対FCバイエルン・ミュンヘンの主審に任命された。
シュティーラーは、2024年8月17日に行われたDFLスーパーカップ2024のバイエル・レバークーゼン対VfBシュトゥットガルト戦を担当した。

## エピソード
- シュティーラーはジュリストであり、スポーツ心理学者でもある。フライブルク近郊のゼルデン在住[9]。
- UEFAチャンピオンズリーグ 2024-25 リーグフェーズのPSV対リヴァプールではアウェイチームのMF遠藤航と接触して直後にホームチームに得点が入った事で物議を醸した[10]。